# Tom Stern (diretor de fotografia)
Thomas Evans Stern (Palo Alto, 16 de dezembro de 1946) é um diretor de fotografia norte-americano, frequente colaborador de Clint Eastwood.
Stern começou na indústria do cinema em 1977 trabalhando como eletricista no filme False Face. Nas duas décadas seguintes ele trabalhou como eletrecisita e mestre eletricistas em filmes como Youngblood, Harper Valley P.T.A., White Dog, Bad Boys, All the Right Moves, Sudden Impact, City Heat, The Goonies, Spaceballs, The Dead Pool, Unforgiven, American Beauty, Space Cowboys e Road to Perdition.
Em 2002, Stern estreou como diretor de fotografia no filme Blood Work, dirigido por Eastwood. Nos anos seguintes ele trabalhou no cargo em filmes como Mystic River, Million Dollar Baby, The Exorcism of Emily Rose, Flags of Our Fathers, Letters from Iwo Jima, Changeling, Invictus e The Hunger Games.